# 泉福寺 (川崎市)
泉福寺（せんぷくじ）は、神奈川県川崎市宮前区馬絹にある天台宗の寺院。

## 歴史
天台宗に属し、山号を「平栄山」という。創設年代は不詳であるが、開山は義天と伝わる。寺の中興は、智賢（1505年（永正2年）4月28日寂）である。本堂は1847年（弘化4年）12月に老朽化のために建て替えられている。本尊は不動明王で、武相不動尊霊場第23番札所である。その他に阿弥陀如来と子育地蔵尊を祀り、玉川六阿弥陀の第6番札所である。
泉福寺は、准西国稲毛三十三所観音霊場第25番及び第26番札所でもある。第25番は境内にある「千手堂」で、本尊は千手観世音菩薩である。千手観世音菩薩は、身の丈7寸（約21センチメートル）の像である。山田平七という人物が発願し、泉福寺所有の山林の道に面した地所に境外堂宇として観音堂を建立した。堂は現存しないが、宝永から天保にわたる時代の堂守の石碑が現存している。天保のころに本尊の千手観世音菩薩は泉福寺に遷座されて、千手堂が建立された。
第26番も山田平七の発願によるものである。こちらの本尊は聖観世音菩薩像で、身の丈は7寸6分（約23センチメートル）の像である。発願当時には旧大山街道の馬絹村小台坂近くの柴原邸庭内にあった。堂宇の炎上によって、柴原は本尊を泉福寺に納めたが、その年代は不詳である。第25番と第26番それぞれの本尊は1つの堂宇に安置されて、共に札所を担っている。
その他には、薬師如来像や馬頭観世音碑、花供養碑などがある。薬師如来像は古文書の記すところによれば、嘉永年間（1848年から1854年）の初めに農民が泥中から発見したものという。馬頭観世音碑は、1863年（文久3年）に地元の馬飼育者が奉献したものである。花供養碑は、1963年（昭和38年）に建立されたものであるが、泉福寺ではすでに江戸時代から花の供養を執り行っていた。
境内には、樹齢800年といわれるイチョウの古木や、樹齢四百数十年というサルスベリの老木があり、それぞれ「まちの樹50選」に選ばれている。

## 境内
境内には、本堂の他、三仏堂、馬頭観音、墓地等が存在する。
本堂
1847年（弘化4年）建立。
三仏堂
薬師如来、千手観世音菩薩、聖観世音菩薩が安置されている。
花供養塔
1963年（昭和38年）に根府川石を用いて建立された。
馬頭観音
1862年（文久2年）建立。「馬頭観世音」の文字塔上部に観音坐像。
札所碑
「准西国第廿五番」 - 1943年（昭和18年）。
「准西国第廿六番」 - 1819年（文政2年）。
「多麻河泊 六阿彌陀 第六番霊場」 - 1857年（安政4年）。
大イチョウ
まちの樹50選の第16番に選定されている。樹齢700～800年。
サルスベリ
まちの樹50選の第17番に選定されている。樹齢400年。

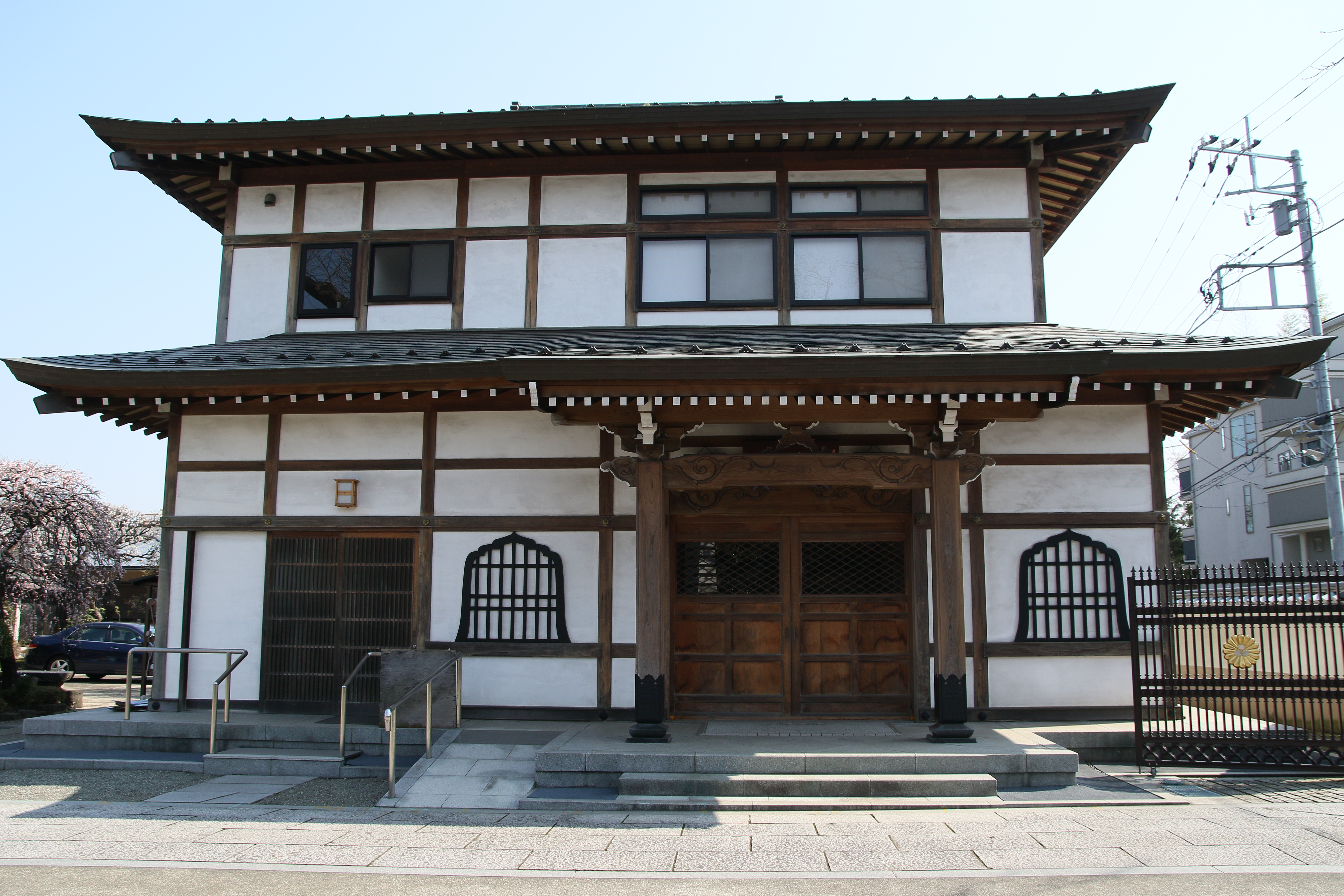
三仏堂
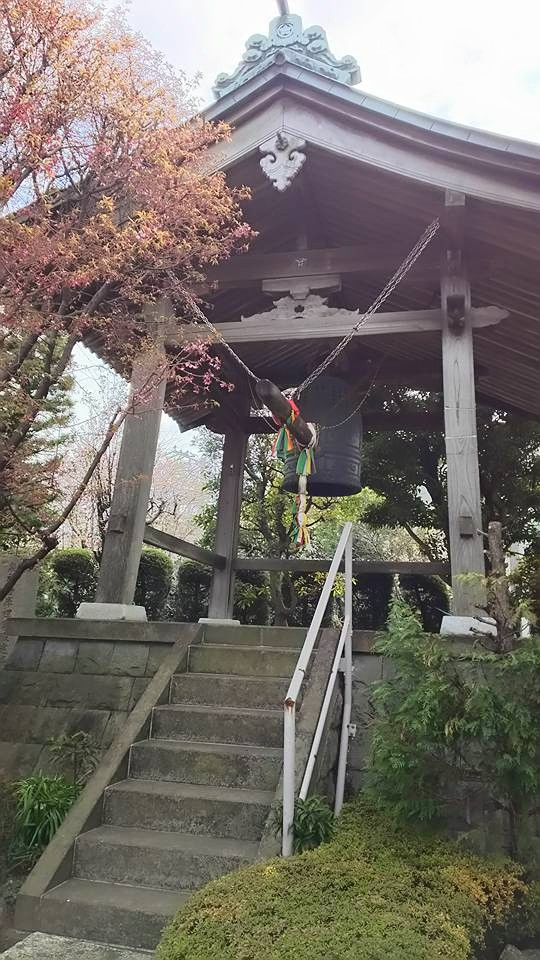
鐘楼
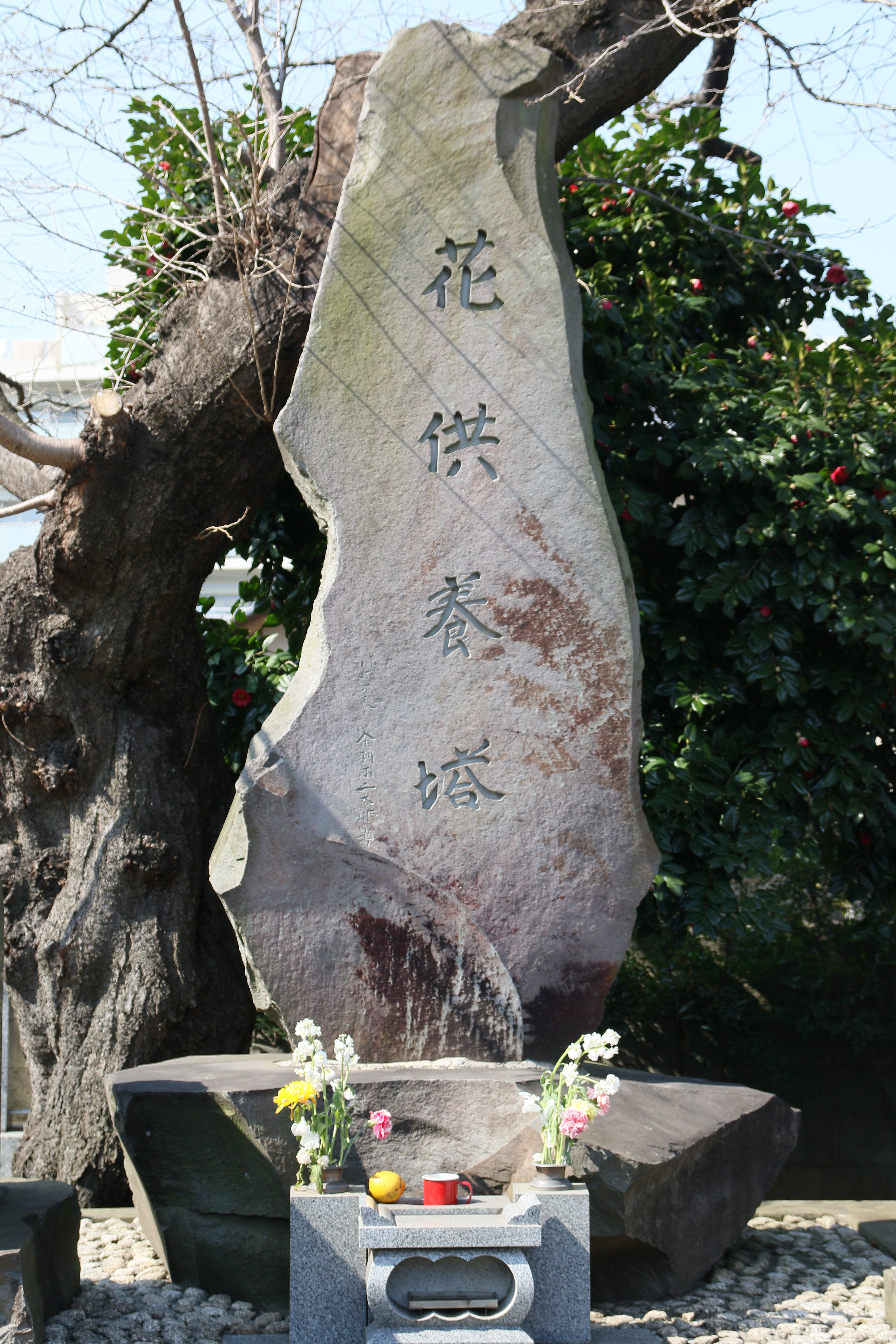
花供養塔
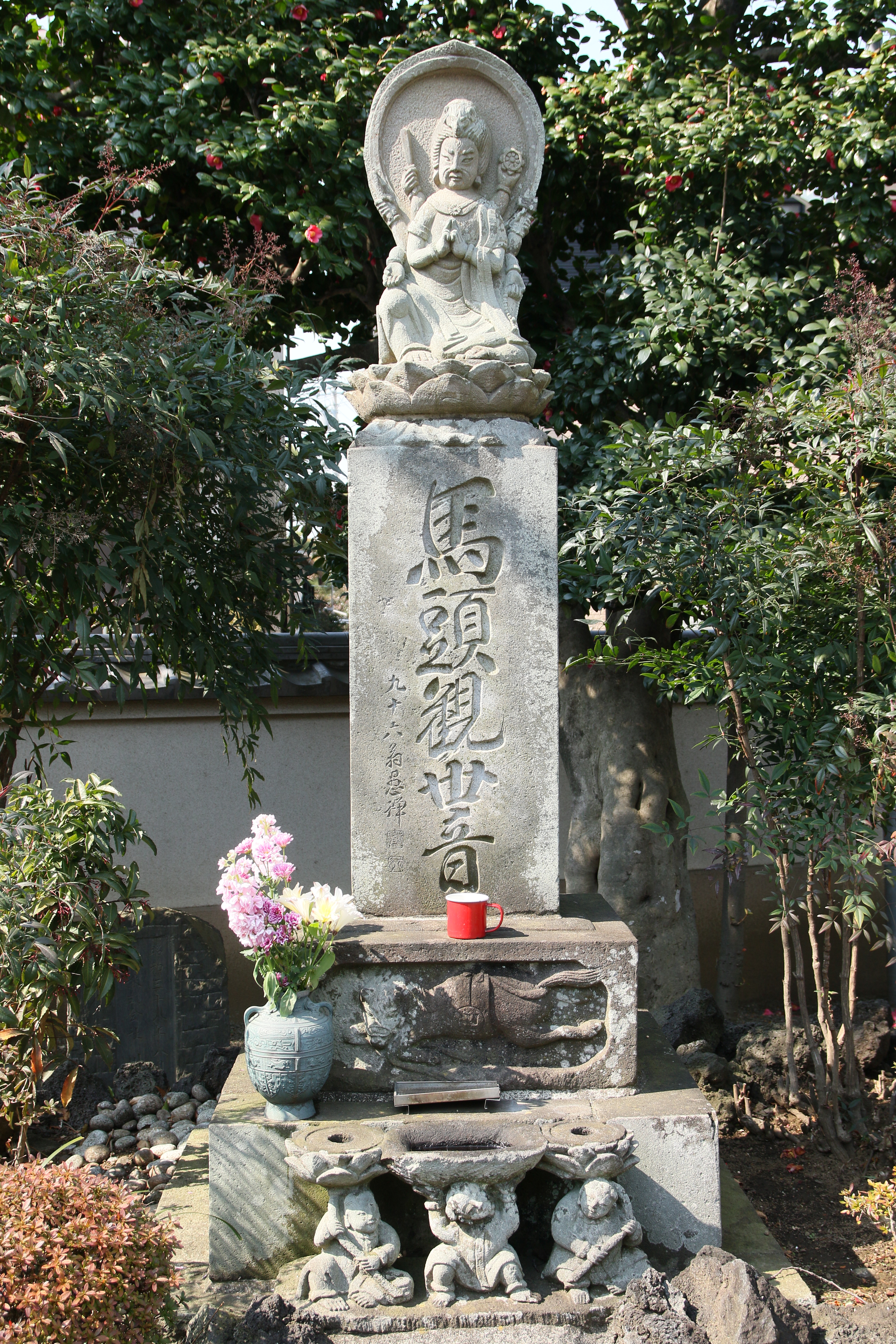
馬頭観音
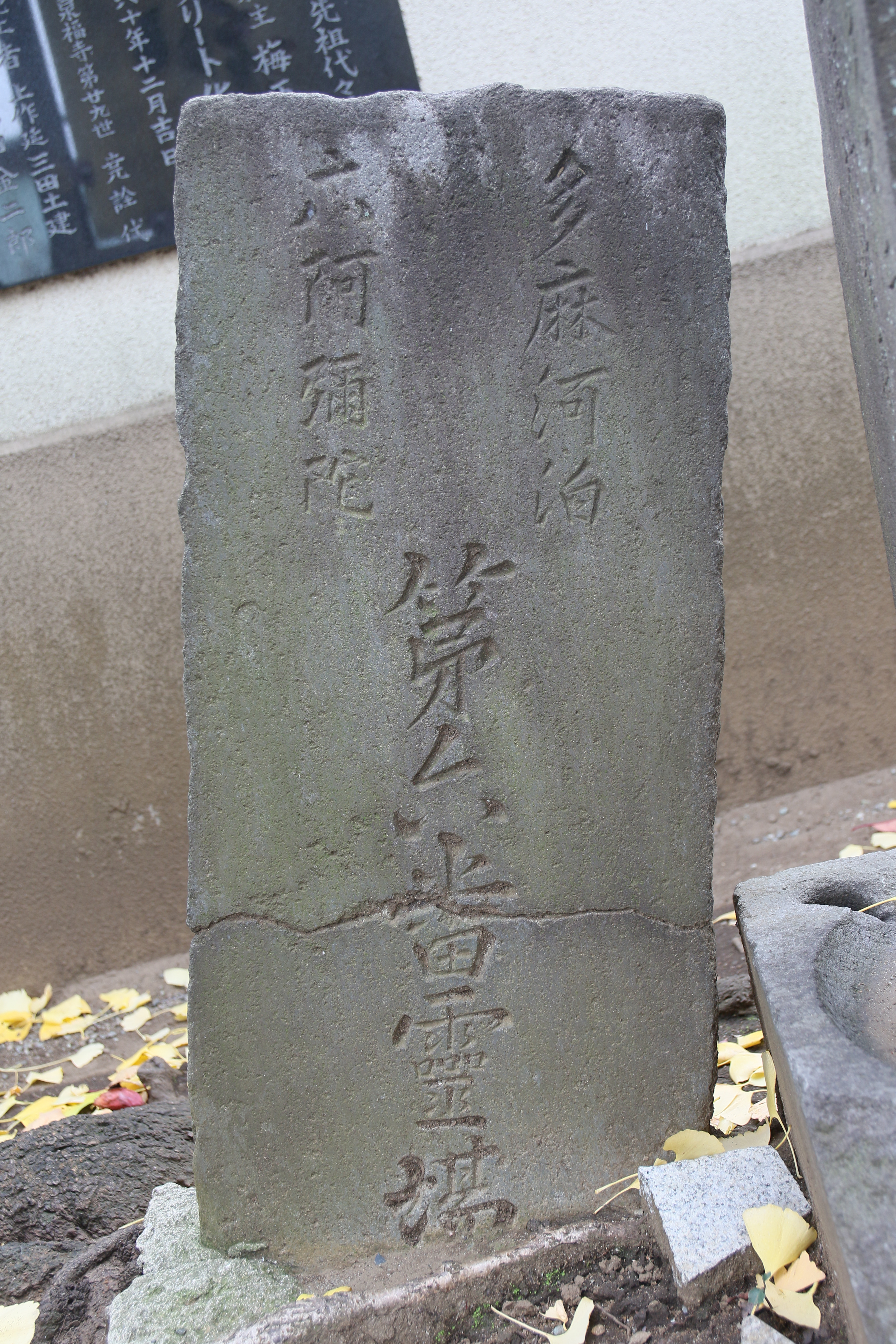
玉川六阿彌陀 第六番霊場
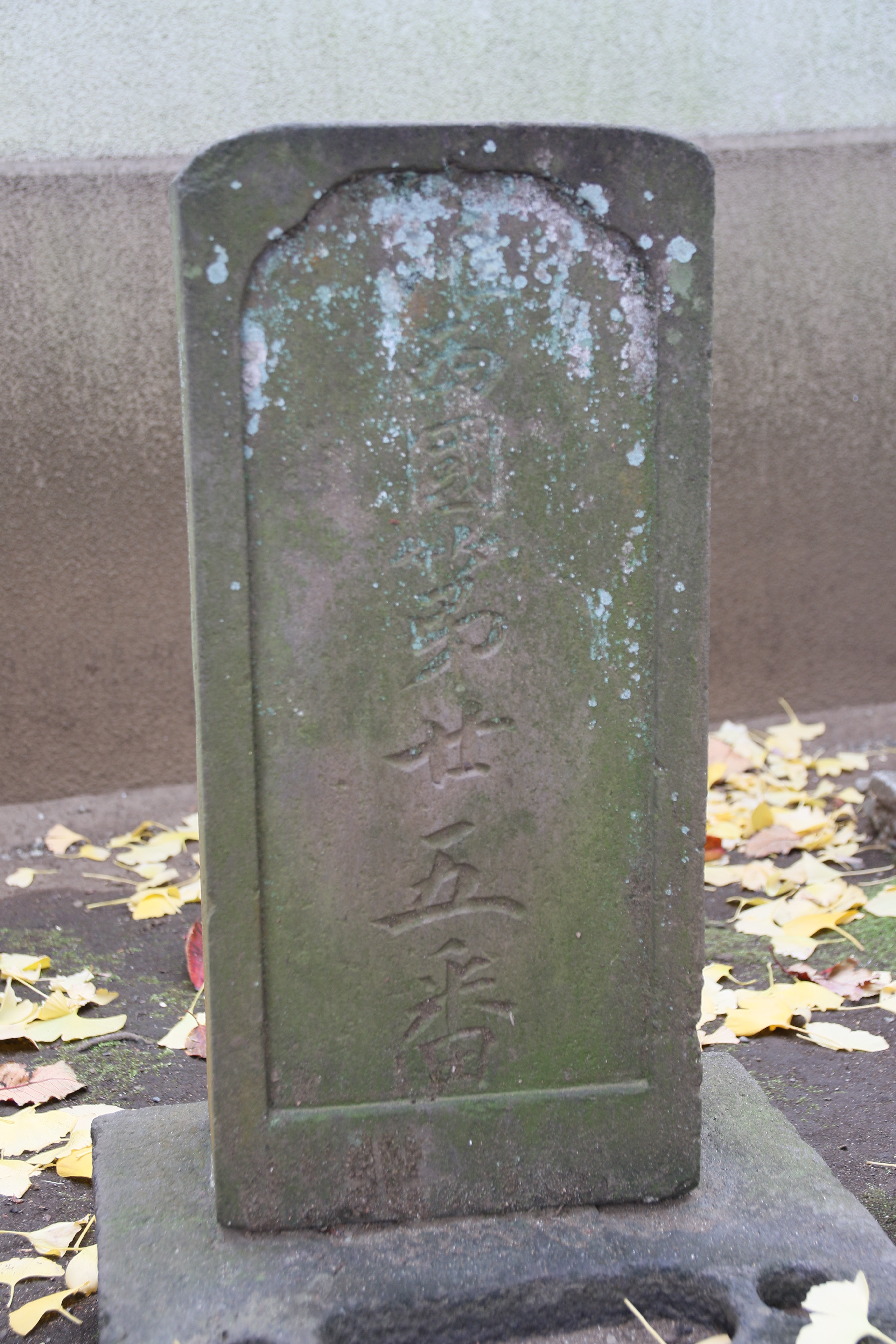
準西国稲毛三十三所 第廿五番
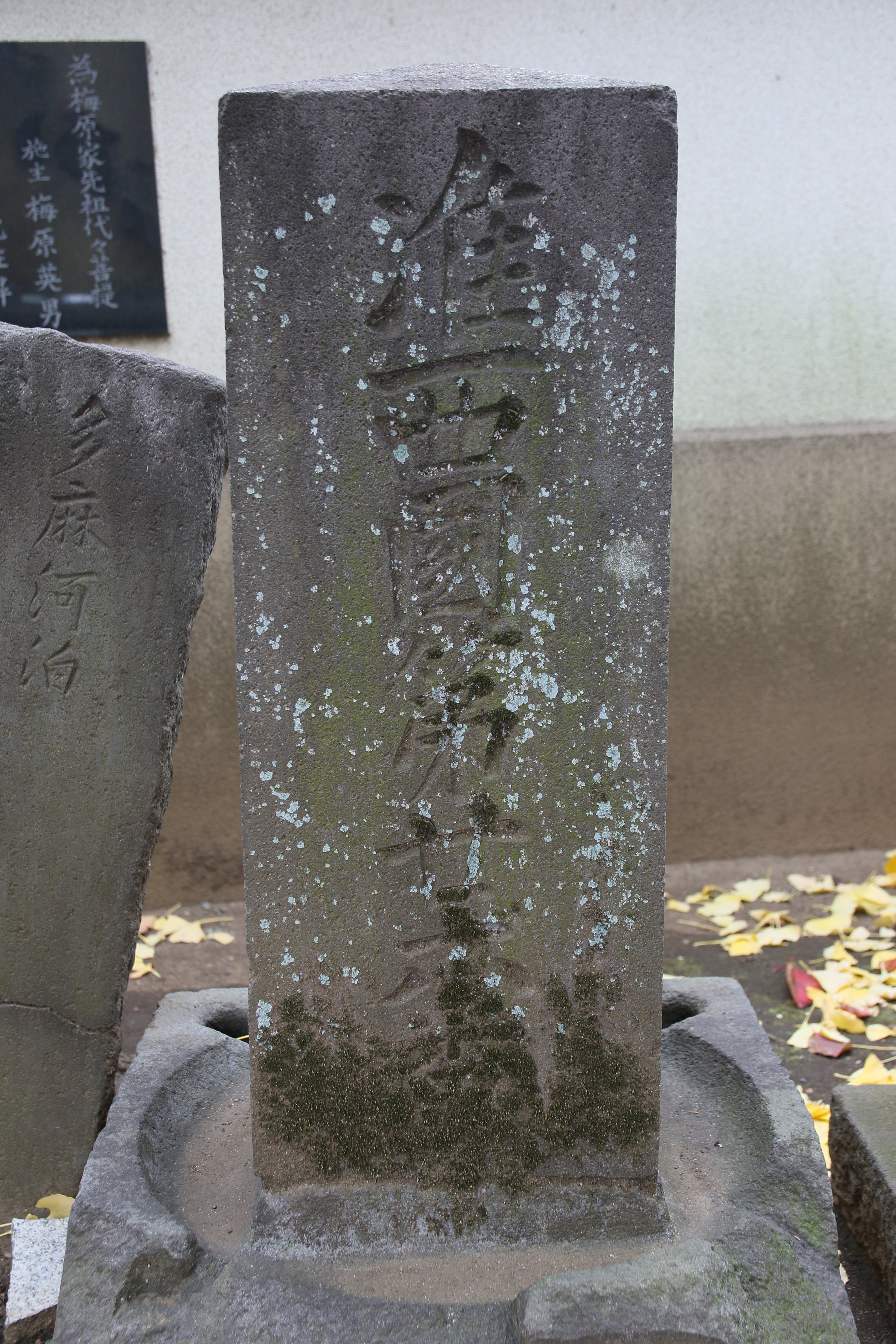
準西国稲毛三十三所 第廿六番
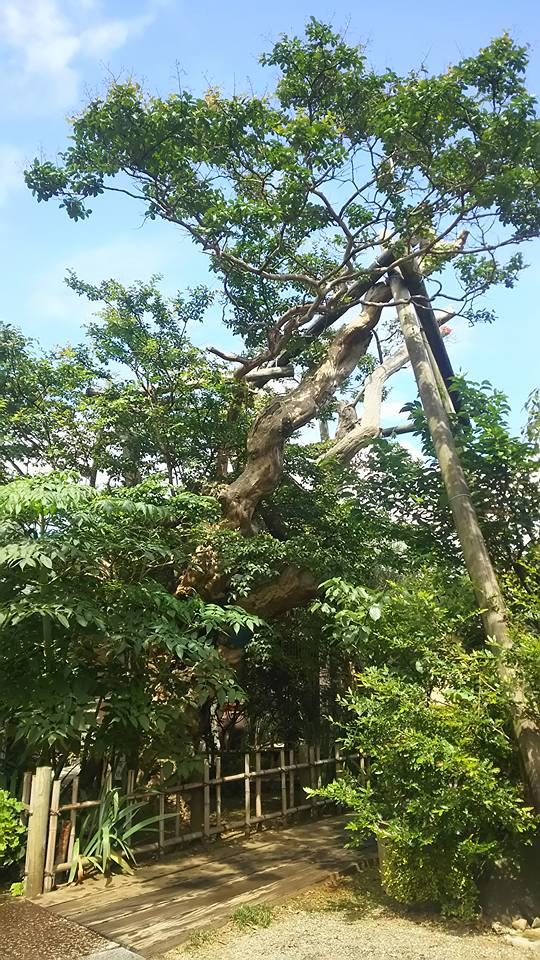
樹齢400年のサルスベリ

## 文化財
板面着色絵馬泉福寺境内相撲図
絵馬のうちでも大絵馬と分類される絵馬。泉福寺境内で行われた奉納相撲であることを示している。1857年（安政4年）に春川という絵師が手掛けたもので、都倉氏という人物が願主であることが墨書から判明している。1985年(昭和60年)に川崎市の市重要歴史記念物に指定された。
板面着色絵馬泉福寺薬師会図
これも同様に大絵馬である。嘉永年間に発見された薬師如来の霊験を慕って多くの人が参詣に詰めかけた様子や、薬師如来を発見し驚く村人の姿が描かれている。墨書銘から、江戸時代末の1854年（嘉永7年）に制作されたものと判明している。1985年(昭和60年)に川崎市の市重要歴史記念物に指定された。

## 年中行事
- 1月、5月、9月　不動護摩供養
- 3月、9月　彼岸法要
- 8月7日　施餓鬼法要
- 8月13〜15日　盂蘭盆
- 8月17日　花供養[7][8]
- 12月31日　除夜の鐘[1]

## 交通アクセス
- 鉄道
  - 東急田園都市線 宮崎台駅より 徒歩15分
- バス
  - 東急田園都市線 宮前平駅から野川台行、新城行バス 「東平台（ひがしひらだい）」下車、徒歩3分[1]

## 関連文献
- 「稲毛領 馬絹村 泉福寺」『新編武蔵風土記稿』 巻ノ62橘樹郡ノ5、内務省地理局、1884年6月。NDLJP:763983/94。